# レイ・トレイラー
レイ・トレイラー（Raymond Washington Traylor, Jr.、1963年5月2日 - 2004年9月22日）は、アメリカ合衆国のプロレスラー。ジョージア州マリエッタ出身。
ビッグ・ボスマン（The Big Boss Man）のリングネームで知られ、看守ギミックの巨漢ファイターとしてWWFを主戦場に活躍した。

## 来歴
刑務所の看守を経て、1985年にプロレスラーとしてデビュー。1986年夏、ジム・クロケット・ジュニア主宰のNWAミッドアトランティック地区に、ビッグ・ババ・ロジャース（Big Bubba Rogers）のリングネームで登場。黒スーツにソフト帽、サングラスという出で立ちで、悪徳マネージャーのジム・コルネットのボディーガードを務める。
服を着たまま試合を行うスタイルが注目を集め、1987年にはクロケット・ジュニアが買収したミッドサウス地区（ビル・ワットが主宰していたUWF）にも出場し、4月19日にワンマン・ギャングからUWF世界ヘビー級王座を奪取。以後、バリー・ウインダムやマイケル・ヘイズと防衛戦を行い、7月11日にスティーブ・ウィリアムスに敗れるまで戴冠した。
1988年3月、全日本プロレスにビッグ・ブーバーの表記および呼称で初来日。ブルーザー・ブロディのパートナーにも起用され、シリーズ最終戦の川崎市体育館大会ではジャンボ鶴田とシングルマッチで対戦した。

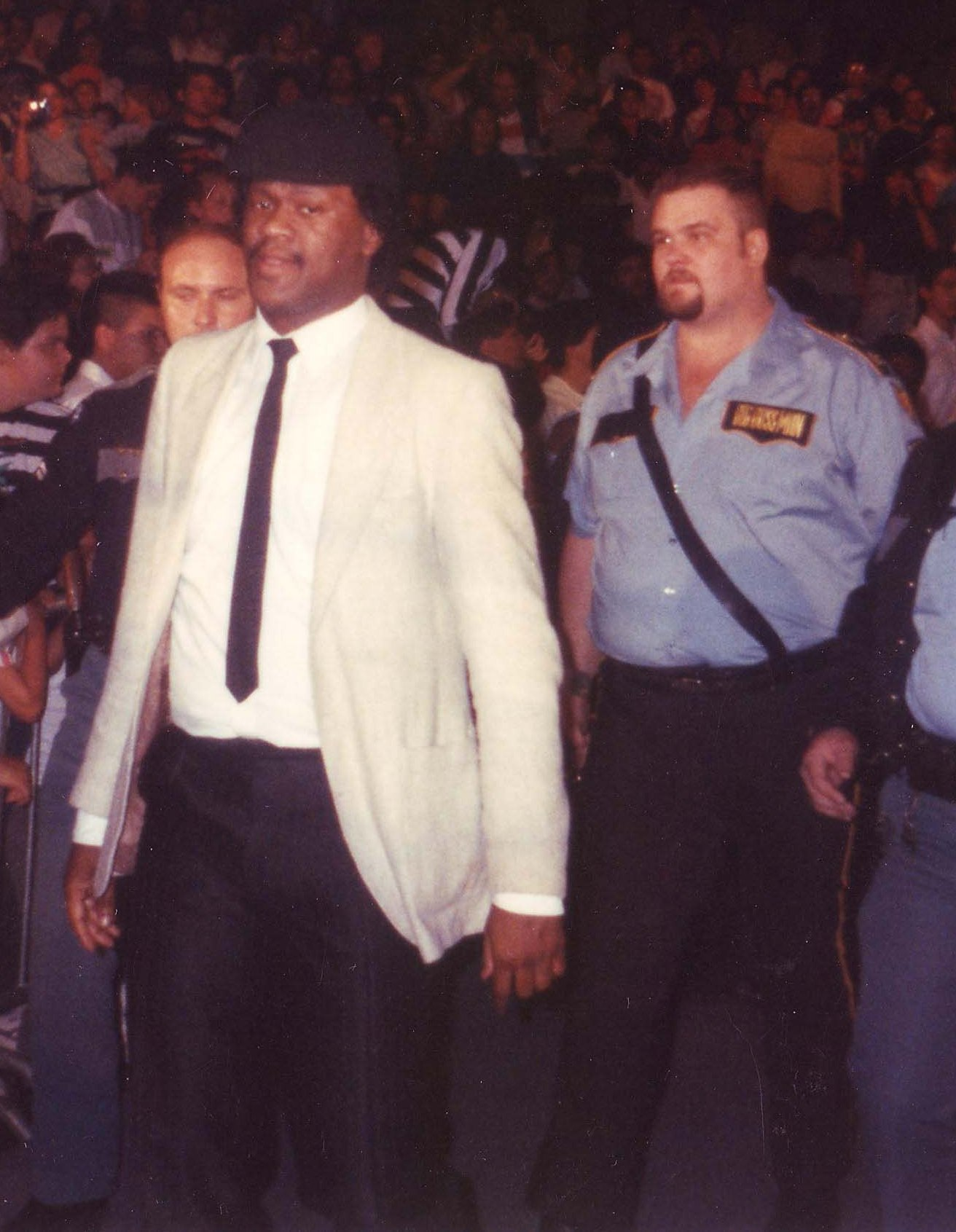
左はマネージャーのスリック

帰国後、WWFと契約。服を着て戦うギミックはそのままに、元刑務官というキャリアのもと、制服姿の「暴力看守」ビッグ・ボスマン（The Big Boss Man）に変身する。スリックをマネージャーに、警棒と手錠を凶器に用いる巨漢ヒールとしてハルク・ホーガンやダスティ・ローデスと抗争を展開した。また、ワンマン・ギャング改めアキームとツイン・タワーズ（The Twin Towers）なる超巨漢コンビを結成してタッグ戦線でも活躍。メガ・パワーズ（ホーガン&ランディ・サベージ）、デモリッション（アックス&スマッシュ）、ザ・ロッカーズ（マーティ・ジャネッティ&ショーン・マイケルズ）などのチームと対戦を繰り広げた。
その後、大幅なウエイトダウンに成功したことを機に、1990年よりベビーフェイスに転向。権力を笠に着た悪徳看守から法と秩序を守る正義の刑務官へのキャラクター・チェンジを果たし、かつての仇敵ホーガンの相棒となってテッド・デビアスやアースクエイクらと抗争。ザ・マウンティーとの警官対決や、ネイルズとの「看守vs囚人」の遺恨試合などでも活躍した。
1993年にWWFとの契約が終了。同年7月、全日本プロレスにビッグ・ブーバー名義で5年ぶりの再来日（コスチュームはビッグ・ボスマンと同様の看守服）。年末の世界最強タッグ決定リーグ戦にも、かつてUWF王座を争ったウィリアムスとのコンビで参加した。なお、日本へはWWF在籍中にも、1990年4月13日に東京ドームで行われた日米レスリングサミットに参戦している（当時すでに本国ではベビーフェイスに転向していたが、日本ではヒールとしてジェイク・ロバーツと対戦した）。
1994年、WCWと契約。当初はザ・ボス（The Boss）をリングネームにWWF時代と同じギミックを使っていた。しかしWWF側のクレームを受け、法の番人というキャラクター・コンセプトはそのままに、ガーディアン・エンジェル（The Guardian Angel）に改名。ベイダーなどと抗争するがブレイクには至らず、ヒールターンしてNWA時代の用心棒ギミック、ビッグ・ババ・ロジャースに戻る。1995年3月19日のPPV "Uncensored" ではスティングからフォール勝ちを収め、同年9月には新日本プロレスに来日した。翌1996年にはnWoに加入。その後nWoを脱退して再びベビーフェイスに戻り、本名のレイ・トレイラー（Ray Traylor）を名乗ったが、WWF時代のような活躍を果たすことはできなかった。

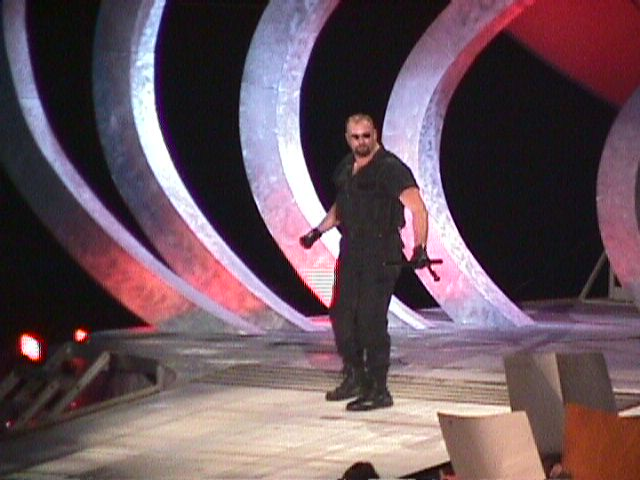
WWF復帰後のビッグ・ボスマン（1999年）

1998年10月12日、突如WWFに復帰し、"悪のオーナー" ミスター・マクマホンのボディーガードとして "Raw is War" に登場。リングネームはかつてと同じくビッグ・ボスマンだが、ブルーの看守服ではなく黒ずくめのSWATスタイルに変身して、マクマホン率いるコーポレーションの一員となりストーン・コールド・スティーブ・オースチンやD-ジェネレーションXと抗争する。同年12月14日にはケン・シャムロックと組んでニュー・エイジ・アウトローズからWWF世界タッグ王座を奪取。その後もマンカインドやアル・スノーを破り、ハードコア王座を4回に渡って獲得した。1999年にはビッグ・ショーとスーパーヘビー級の抗争を展開。2000年はブル・ブキャナンとの暴力看守コンビで活動した。その後しばらく怪我で欠場を続け、2001年末にブッカー・Tの用心棒役で現場復帰。以降はWWFの下部団体OVWで若手選手のコーチなどを務めていたが、2003年にWWFを解雇された。
2004年8月31日にはIWAジャパンの10周年記念興行に来日し、IWA世界王座争奪トーナメントに出場。WWFからWCWを通しての宿敵であり盟友でもあるジム・ドゥガンと決勝を争った。
帰国後の9月22日、ジョージア州ポールディング郡ダラスの自宅にて心臓発作のため死去。41歳没。
没後の2016年、ビッグ・ボスマンとしてWWE殿堂に迎えられた。4月2日にテキサス州ダラスのアメリカン・エアラインズ・センターにて行われた殿堂入り式典には3人の娘たちが出席し、かつてのマネージャーだったスリックがインダクターを務めた。

## 得意技
- スクラップ・バスター（オリジナルのフィニッシュ・ムーブ。ロープから返ってきた相手の胴を抱えて持ち上げ、自らの体重ごと浴びせ倒す）
- アッパーカット（ロープに上半身をもたれさせた相手の脇をスライディングですり抜けてリング下に降り、アッパーで顎をカチ上げる、というムーブ。巨体にもかかわらず、軽快で素早い動きを見せた）
- ビッグ・ブート
- クローズライン
- サイド・スープレックス
- ビッグ・スプラッシュ

## 獲得タイトル
ユニバーサル・レスリング・フェデレーション
- UWF世界ヘビー級王座：1回[4]

ワールド・レスリング・フェデレーション / エンターテインメント
- WWF世界タッグ王座：1回（w / ケン・シャムロック）[20]
- WWFハードコア王座：4回 [21]
- WWE殿堂：2016年度[26]